# Ribas (Bande)
Ribas es un lugar español situado en la parroquia de Calvos, del municipio de Bande, en la provincia de Orense, Galicia.

## Demografía
| Gráfica de evolución demográfica de Ribas entre 2000 y 2021 |
|                                                             |
| Datos según el nomenclátor publicado por el INE.            |